# (2797) Teucer
(2797) Teucer est un astéroïde troyen de Jupiter situé au point de Lagrange L4 du système Soleil-Jupiter, dans le « camp grec ». Il a été nommé d'après le héros grec Teucer, qui combattit durant la guerre de Troie. Il a été découvert par Edward L. G. Bowell à la station Anderson Mesa de l'observatoire Lowell le 4 juin 1981.

## Compléments